# Jovan Cokić
Jovan Cokić (Valjevo, 19 agosto 1927 – 6 febbraio 2004) è stato un calciatore jugoslavo, di ruolo attaccante.

## Carriera

### Club
Vanta 5 presenze e 4 gol in Coppa dei Campioni e 1 presenza nella Coppa delle Fiere 1961-1962, nella sfida tra Hibernians e Stella Rossa (0-1). Il 2 ottobre 1957 realizza un poker di reti ai danni del lussemburghesi dello Stade Dudelange (9-1): all'epoca solo il connazionale Miloš Milutinović e l'inglese Dennis Viollet erano riusciti a segnare tanti reti in un solo incontro di Coppa Campioni. Vince sei titoli nazionali in tutta la carriera.

### Nazionale
Il 2 novembre 1952 esordisce con la Nazionale jugoslava contro l'Egitto, segnando un gol in amichevole (5-0). La sua seconda ed ultima partita con la Jugoslavia arriva solo tre anni più tardi, il 26 giugno 1955, in uno 0-0 rimediato contro la Svizzera.

## Palmarès

### Club

#### Competizioni nazionali
- Campionato jugoslavo: 4

Stella Rossa: 1955-1956, 1956-1957, 1958-1959, 1959-1960
- Coppa di Jugoslavia: 2

Stella Rossa: 1957-1958, 1958-1959